# سرخة غاو
سرخة غاو هي قرية في مقاطعة هريس، إيران. عدد سكان هذه القرية هو 150 في سنة 2006.